# Église de la Nativité-de-la-Vierge-du-Vieux-Simonov

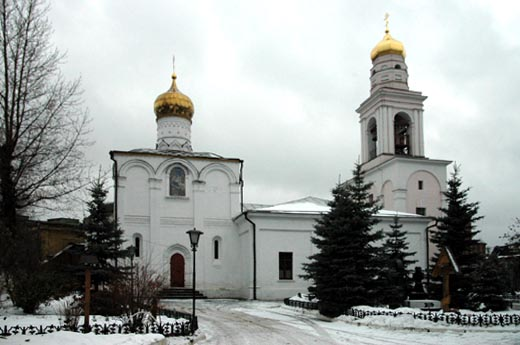
Église de la Nativité-de-la-Vierge du vieux Simonov

L'église de la Nativité-de-la-Vierge-du-Vieux-Simonov (en russe : Церковь Рождества Пресвятой Богородицы в Старом Симонове, église de la Nativité-de-la-Très-Sainte-Mère-de-Dieu-du-Vieux-Simonov) est une église de Moscou, en Russie, située sur la rive gauche de la Moskova, à proximité du monastère Simonov.

## Histoire
En 1370, à l'emplacement de l'actuelle église, Féodor Simonovski fonde le monastère Simonov, dans lequel est construite une église en bois. Mais dès 1379, le monastère est déplacé à une autre endroit. En 1509-1510, une église en pierre est construite à la place de l'église en bois à un dôme. Actuellement l'église ne dispose pas de pilier intérieur, mais il est vraisemblable qu'à l'origine elle était bâtie sur quatre colonnes. La partie supérieure du corpus a été reconstruite et seule la moitié inférieure de l'édifice initial a été conservée jusqu'à hauteur de la frise en bois. Il existe une légende selon laquelle l'église a été construite par l'architecte Alosius le Jeune, mais elle n'est pas confirmée par des écrits probants
Au XVIIIe siècle, des tombes de héros tombés à la bataille de Koulikovo ont été découvertes à proximité de l'église. En 1785-1787, une trapeznaïa en pierre et un clocher-tour ont été construits à la place de ceux en bois. En 1849-1855, ils ont été reconstruits selon le projet de l'architecte Narcisse Zbojevski. À l'intérieur de la trapeznaïa sont construites deux chapelles : une dédiée à saint Nicolas et une autre à saint Serge. Dans celle de saint Serge de 1870 une pierre tombale a été posée au nom de Alexander Peresvet (en) et Rodion Oslyabya (en).
En 1928, durant la période soviétique, l'église est fermée. En 1932, le clocher est démoli et la pierre tombale de la bataille de Koulikovo est jetée au rebut. Par la suite, du fait de l'agrandissement de l'usine Dynamo voisine, l'église s'est retrouvée sur le territoire de l'entreprise. Son accès est fermé. Les bâtiments de l'église sont utilisés pour une installation de production (en partie directement sur les tombes des héros de Koulikovo). L'usine est sur le point d'être détruite. En 1966, le peintre Pavel Korine écrit à propos de la défiguration de l'église, de même, en 1979, Dmitri Likhatchov, pour tenter de sauver l'édifice. Mais ce n'est qu'en 1987 que l'église est sauvée des menaces de démolition et qu'elle est confiée au Musée historique d'État de Moscou.
En 1989, l'église est rouverte au culte orthodoxe. Elle est reconsacrée le 16 septembre 1989. En 2006, le clocher-tour est restauré et une cloche de 2 200 kg baptisée Peresvet y est installée, cadeau du gouverneur de Briansk, patrie des héros Persvet et Oslyabya (bataille de Koulikovo).
Jusqu'en 2015, il fallait passer par l'usine pour accéder à l'église. Depuis l'ouverture du quartier d'affaires Simonovski et la démolition de plusieurs bâtiments industriels, plusieurs entrées différentes donnent accès à l'église.
L'église abrite également un centre culturel Persvet et Oslyabya ainsi qu'une école de dimanche.

## Icônes
Sont conservées dans l'église:
- Une Icône de la Mère de Dieu de Tikhvine;
- Une icône de Pantaléon de Nicomédie et une partie de ses reliques.

## Adresse
Moscou, Oulitsa Vostotchnaïa, 6. 

## Liens
- (ru) Site officiel Официальный Сайт
- (ru)Église de la Nativité-de-la-Vierge du vieux Simonov sur le site Églises de Russie Церковь Рождества Пресвятой Богородицы в Старом Симонове на сайте Храмы России
- (ru)Église de la Nativité-de-la-Vierge du vieux Simonov sera peut-être incluse dans la patrimoine mondial de l'Unesco Церковь Рождества Богородицы может быть включена в список Всемирного наследия ЮНЕСКО // Patriarchia.ru
- (ru)Église de la Nativité-de-la-Vierge du vieux Simonov Храм Рождества Богородицы в Старом Симонове